# 小行星3685
小行星3685（3685 Derdenye）是一颗绕太阳运转的小行星，为主小行星带小行星。该小行星于1981年3月1日发现。

## 轨道参数
小行星3685的轨道半长轴为2.6641617 UA，离心率为0.177。